# 斯坦福站
斯坦福站是位于加利福尼亚州帕洛阿尔托市的一个加州火车站点，靠近斯坦福大学校园内的体育场。斯坦福站不是一个常设站点，它仅为斯坦福足球主场比赛和体育场的其他大型活动提供服务。该大学的常设站点是帕洛阿尔托站。斯坦福站没有任何售票机；然而，当有乘客使用时，加州火车工作人员会携带手持路路通卡读卡器，以便人们上下火车时刷卡。
该站至少自1922年（斯坦福体育场开放一年后）就已开通服务。1994年，估计有20%的斯坦福世界杯足球赛观众是乘火车抵达的。